# Forma quadrática definida
Em matemática, uma forma quadrática definida é uma forma quadrática sobre algum espaço vetorial real V que possui o mesmo sinal (sempre positivo ou sempre negativo) para cada vetor não nulo de V. De acordo com esse sinal, a forma quadrática é chamada positiva-definida ou negativa-definida.
A forma quadrática semi-definida é definida da mesma forma, exceto que "positivo" e "negativo" são substituídos por "não negativo" e "não positivo", respectivamente. Uma forma quadrática indefinida é aquele que tem tanto valores positivos como negativos.
Em termos mais gerais, a definição aplica-se a um espaço vetorial sobre um corpo ordenado.

## Forma bilinear simétrica associada
Formas quadráticas correspondem uma-a-uma a formas bilineares simétricas sobre o mesmo espaço. Uma forma bilinear simétrica é também descrita como definida, semidefinida, etc, segundo sua forma quadrática associada. Uma forma quadrática Q e sua forma bilinear simétrica associada B são relacionadas pelas seguintes equações:
{\displaystyle \,Q(x)=B(x,x)}
{\displaystyle \,B(x,y)=B(y,x)={\tfrac {1}{2}}(Q(x+y)-Q(x)-Q(y))}

## Exemplo
Como exemplo, façamos {\displaystyle V=\mathbb {R} ^{2}}, e consideremos a forma quadrática
{\displaystyle Q(x)=c_{1}{x_{1}}^{2}+c_{2}{x_{2}}^{2}\,}
onde x = (x1, x2) , c1 e c2 são constantes. Se c1 > 0 e c2 > 0, a forma quadrática Q é positivo definida. Se uma das constantes é positiva e a outra é zero, então Q é positivo semidefinida. Se c1 > 0 e c2 < 0, então Q é indefinida.